# Cranchioidea
Cranchioidea Prosch, 1847 è una superfamiglia di molluschi cefalopodi decapodiformi, una delle sette appartenenti all'ordine Oegopsida.

## Descrizione
I membri di questa superfamiglia, che da adulti variano nelle dimensioni da piccole a massicce, condividono le particolarità già presenti negli Oegopsida, come l'assenza di una tasca per i tentacoli, e sono caratterizzati da modificazioni nel sistema di connessione tra imbuto e mantello, che raggiunge il margine anteriore del mantello. Le braccia presentano due file di ventose, le ventose della parte basale della clava del tentacolo sono di solito organizzate in quattro file trasversali.

## Tassonomia
La superfamiglia comprende le seguenti famiglie:
- Cranchiidae Prosch, 1847
- Ommastrephidae Steenstrup, 1857
- Thysanoteuthidae W. Keferstein, 1866